# Adalgot von Veltheim
Adalgot von Veltheim, auch Adelgot, war der Stammvater der Edelherren von Veltheim, die ab 1149 als Grafen erwähnt werden.
Er und seine Brüder Lantfried und der Bischof Burchard II. von Halberstadt sind schwäbischer Herkunft. 

## Nachkommen
- Werner der Ältere († nach 1087) war Edelherr von Veltheim; ⚭ eine Schwester des Wiprecht II. von Groitzsch
  - Adelgot, Erzbischof von Magdeburg (* um 1075; † 12. Juni 1119)
  - Werner II. von Veltheim (* um 1070; † um 1126) ⚭ 1.) Mathilde (Tochter des Dedo von Krosigk) ⚭ 2.) Bia von Harpke; 1126 ersticht er Walo von Veckenstedt, den Jüngeren, um seine Anverwandte Gisela (die Tochter Dietrichs von Ammensleben), die (bei ihrer Hochzeit?) verstoßene Gattin Walos zu rächen. Die Gelegenheit nahm der sächsische Pfalzgraf Friedrich II. von Sommerschenburg wahr und zerstörte die ihm lästige benachbarte und nun freie Derenburg.
    - Werner III. von Veltheim († nach 1169), Graf von Osterburg ⚭ 1139 Adelheid von Ballenstedt (* um 1100, Tochter von Otto dem Reichen)